# Хромосома 4 (людина)

Ідіограма 4-ї хромосоми людини

Хромосома 4 — одна з 23 пар хромосом людини. За нормальних умов у людей дві копії цієї хромосоми. 4-та хромосома має в своєму складі 191 млн пар основ або 6-6.5 % від загальної кількості нуклеотидів в ДНК клітин.

Ідентифікація генів кожної хромосоми є пріоритетним напрямком наукових досліджень в генетиці. Проте, дослідники застосовують різні підходи щодо визначення кількості генів в кожній хромосомі, внаслідок цього дані щодо їх кількості демонструють різні цифри. Це також стосується і хромосоми 4, в якій налічують від 700 до 1100 генів.

## Гени
Найвивченішими генами, що розташовані в хромосомі 4 є наступні:
- ANK2 — анкірин 2 (анкірин B)
- ANXA3 — Анексин А3
- CXCL1 — CXC-хемокін
- CXCL2 — CXC-хемокін 2
- CXCL3 — CXC-хемокін 3
- CXCL4 — CXC-хемокін 4 (фактор тромбоцитів 4)
- CXCL5 — CXC-хемокін 5
- CXCL6 — CXC-хемокін (гранулоцитарний хемотаксичний білок 2)
- CXCL7 — CXC-хемокін 7
- CXCL9 — CXC-хемокін 9
- CXCL10 — CXC-хемокін 10
- CXCL11 — CXC-хемокін 11
- CXCL13 — CXC-хемокін 13
- EVC — білок, асоційований з синдромом Елліса — ван Кревельда
- EVC2 — білок, асоційований з синдромом Елліса — ван Кревельда 2
- FGFR3 — рецептор фактора росту фібробластів 3
- FGFRL1 — рецептор, подібний рецептору фактора росту фібробластів 1
- CFI — фактор комплемента 1
- HTT — гантінгтин;
- MMAA — білок, асоційований з метилмалоновою ацидурією
- PHOX2B — Hox-ген
- PKD2 — білок, асоційований з полікістозною хворобою нирок 2
- PLK4
- QDPR — хиноїдна дигідроптеридин-редуктаза
- SNCA — α-синуклеїн
- UCHL1 — убіквітин-карбокси-кінцева гідролаза L1
- WFS1 — вольфрамін
- FGF2 — основний фактор росту фібробластів
- KDR — кіназний інсерціоний рецептор
- IGJ — білок, асоційований з J-ланцюгом імуноглобулінів

### Плече p
- CRMP1 — медіатор колапсину 1
- SOD3 — супероксиддисмутаза 3.
- ZFP42

### Плече q
- CLCN3 — хлорний канал 3;
- CLTB — клатрин B;
- CXCL8 — CXC-хемокін 8 (інтерлейкін-8);
- IL2 — інтерлейкін-2.

## Хвороби та розлади
- Полікістоз нирок — PKD2
- Ахондроплазія — FGFR3
- Несиндромна глухота — WFS1
- Хвороба Гіршпрунга — PHOX2B
- Хвороба Паркінсона — SNCA
- Хвороба Гантінгтона — HTT
- Гемолітико-уремичний синдром — CFI
- Гемофілія C — F11
- Гіпохондроплазія — FGFR3
- Дефіцит тетрагідробіоптерина — QDPR
- Метилмалонова ацидемія, тип cblA — MMAA
- Рак сечового міхура — FGFR3
- Себорейний кератоз — FGFR3
- Синдром Вольфрама, тип 1 — WFS1
- Синдром подовженого інтервала QT, тип 4 — ANK2
- Синдром Крузона с чорним акантозом — FGFR3
- Синдром Муенке — FGFR3
- Синдром Ундіни — PHOX2B
- Синдром Романо — Уорда — ANK2
- Синдром Елліса-ван Кревельда — EVC и EVC2
- Танатофорна карликовість, типи 1 і 2 — FGFR3
- Хроничний лімфолейкоз